# 黃鰓槳鰭麗魚
黃鰓槳鰭麗魚，為輻鰭魚綱鱸形目隆頭魚亞目慈鯛科的其中一種，分布於非洲馬拉威湖Maleri、 Chinyankwazi及Chinyamwezi島流域，棲息深度13-18公尺，體長可達11公分，棲息在沙石底質水域，雄魚具有領域性，雌魚成群活動，生活習性不明。